# Félix Likiniano Heriz
Félix Likiniano Heriz, també escrit Félix Liquiniano (Eskoriatza, Guipúscoa, 14 de gener de 1909 - Biarritz, 22 de desembre de 1982), va ser un militant anarquista basc, combatent durant la Guerra Civil espanyola i més tard membre del maquis i de la Resistència francesa. Parella de la també anarquista i miliciana Kasilda Hernáez, és conegut per ser l'autor de l'emblema bietan jarrai utilitzat per l'organització armada basca ETA, amb qui va col·laborar des de l'exili.

## Biografia

### Guerra Civil i Resistència francesa
Paleta de professió i militant de la CNT a Arrasate, en temps de la Segona República va ser condemnat a 15 anys amb motiu de les vagues d'Astúries, essent amnistiat després de la victòria del Front Popular el febrer de 1936.
Va combatre a la Guerra Civil espanyola, participant en la defensa de Sant Sebastià durant els primers moments de l'alçament militar, tallant l'avenç colpista al centre de la ciutat, on es trobaven apostats els contingents cenetistes. Més endavant, quan la columna de Pérez Garmendia, que havia sortit a defensar Vitòria-Gasteiz, va tornar des d'Eibar, van obligar les tropes feixistes a replegar-se fins al quarter de Loiola, on posteriorment Likiniano guiaria un assalt als dipòsits d'armes.

Durant els mesos següents va participar en la defensa de les línies en la frontera de Guipúscoa-Navarra i, un cop Sant Sebastià va caure en mans franquistes, va continuar la resistència armada als fronts de l'Aragó i Catalunya, arribant al rang de tinent. Acabada la guerra a Espanya, va passar pels camps de concentració francesos de Sant Cebrià de Rosselló i Gurs, i més tard va integrar-se en la Resistència francesa contra l'ocupació alemanya de França per part dels nazis i va prendre part de les guerrilles del maquis antifranquista en la frontera hispanofrancesa, des del País Basc del Nord.

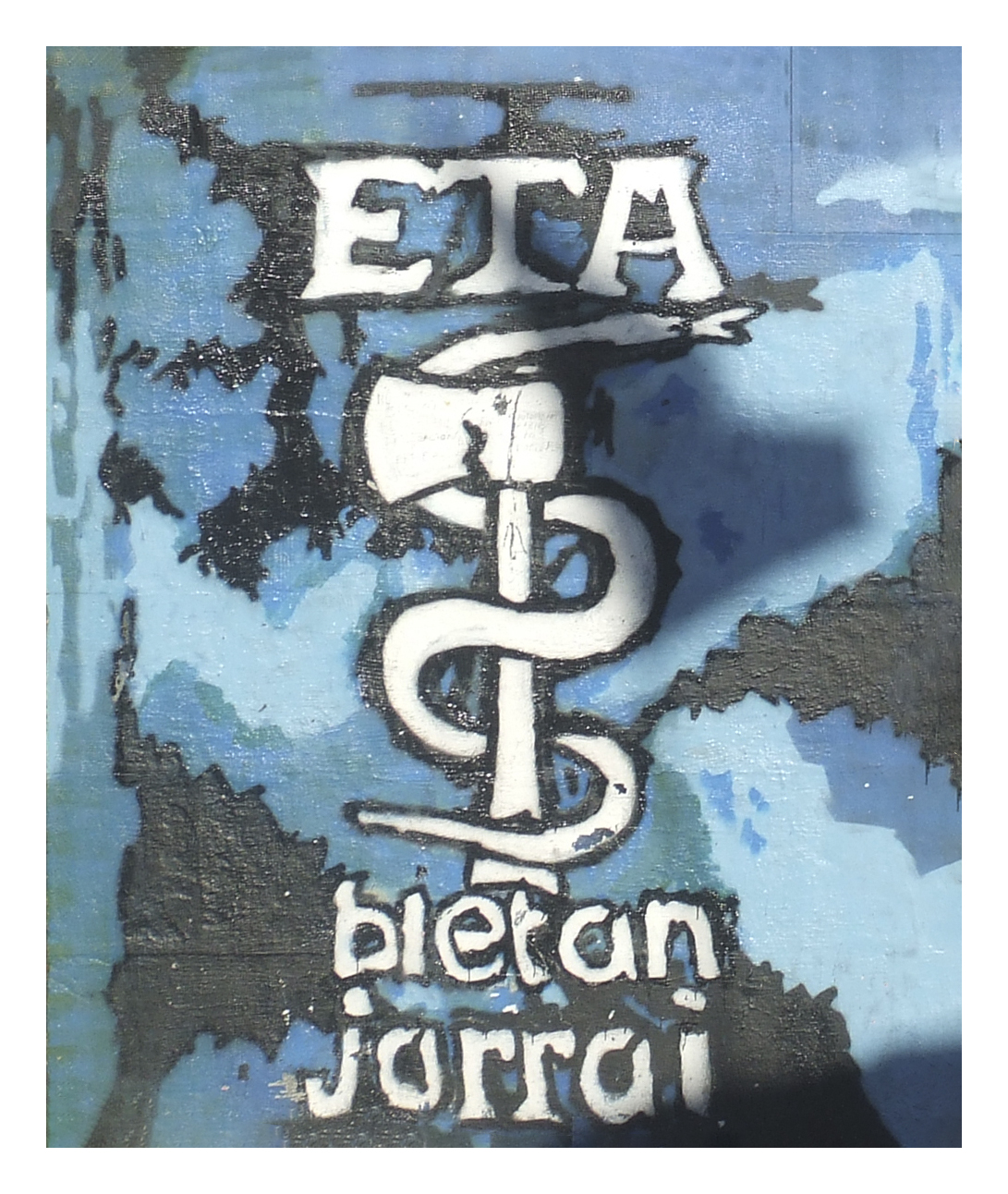
Emblema d'ETA (Bietan jarrai) dissenyat per Likiniano.

### Exili i relació amb ETA
Als anys seixanta, exiliat a Biarritz juntament amb la seva companya Kasilda Hernáez, va acollir a casa seva altres exiliats de diverses ideologies. Així va conèixer i ajudar diversos membres de l'organització armada Euskadi Ta Askatasuna (ETA), en aquells moments encara a les beceroles, i regalà l'escultura amb el famós emblema de la destral i la serp a José Manuel Pagoaga Gallastegi, Peixoto. Tradicionalment s'ha interpretat que aquest símbol, que s'acompanya de la inscripció bietan jarrai («per les dues vies») i que va esdevenir marca i divisa de l'organització, evoca la força de l'eina conjuntament amb el sigil i l'astúcia de l'animal.
Per a Likiniano els joves militants d'ETA eren continuadors de la seva mateixa lluita, si bé ell mai no en va ser membre. La seva visió d'apropament entre l'anarquisme i el nacionalisme basc, compartida amb el seu amic i ideòleg Federico Krutwig, donà lloc a les tesis anarcoindependentismes que el segon integrà al seu influent assaig Vasconia: estudio dialéctico de una nacionalidad (1963), llibre de referència per a tota una generació de militants d'ETA i de l'esquerra abertzale.
Va morir el desembre de 1982 i està enterrat juntament amb Kasilda al cementiri de Biarritz. Més tard, als anys noranta la memòria de Likiniano va ser reivindicada per grups del moviment autònom de Bilbao, on va existir fins al 2006 una associació cultural que duia el seu nom (Felix Likiniano Kultur Elkartea).